# بيتر ديلورغي
بيتر ديلورغي هو لاعب كرة قدم بلجيكي في مركز الدفاع، ولد في 19 أبريل 1980 في سانت تروند في بلجيكا. شارك مع منتخب بلجيكا تحت 21 سنة لكرة القدم. أما مع النوادي، فقد لعب مع نادي سينت ترويدن.

## وصلات خارجية
- بيتر ديلورغي على موقع الاتحاد البلجيكي (الإنجليزية)
- بيتر ديلورغي على موقع قاعدة بيانات كرة القدم.إي يو (الإنجليزية)
- بيتر ديلورغي على موقع Soccerway.com (الإنجليزية)